# Los Chiles (cantão)
Los Chiles é um cantão da Costa Rica localizado na província de Alajuela. Sua capital é a cidade de Los Chiles.